# Barnes öppning
Den här artikeln använder algebraisk schacknotation för att beskriva schackdragen.
Barnes öppning, även känd som Gedults öppning, är en ovanlig schacköppning som definieras av draget:
1. f3
Notera att idiotmatt, den snabbaste möjliga schackmatten, kan fås ur denna öppning genom 1...e5 2.g4 Dh4#.